# باجان (الرجم)

تعديل مصدري - تعديل

باجان هي إحدى قرى عزلة البشاري بمديرية الرجم التابعة لمحافظة المحويت، بلغ تعداد سكانها 100 نسمة حسب تعداد اليمن لعام 2004.